# شبيلات (دوعن)
'

تعديل مصدري - تعديل

شبيلات هي إحدى قرى عزلة صيف بمديرية دوعن التابعة لمحافظة حضرموت، بلغ تعداد سكانها 206 نسمة حسب تعداد اليمن لعام 2004.